# Проституция на Багамах
Проституция на Багамских Островах легальна, но связанные с ней действия, такие как содержание борделей и вымогательство, запрещены. Страна является одним из направлений секс-туризма, в том числе туров «всё включено». По оценкам ЮНЭЙДС, на Багамах около 3 000 проституток.
Во времена Республики пиратов (1706—1718) город Нассау и остальная часть острова Нью-Провиденс считались раем выпивки и проституции для пиратов.
Торговля людьми с целью сексуальной эксплуатации является проблемой на острове.

## Секс-торговля
Багамcкие Острова — это страна происхождения, назначения и транзита для женщин и детей из других стран Карибского бассейна, Южной и Центральной Америки и Азии, ставших жертвами торговли людьми в целях сексуальной эксплуатации. К уязвимым группам населения относятся рабочие-мигранты, особенно из Гаити, Ямайки, Доминиканской Республики, Коста-Рики, Кубы, Колумбии, Венесуэлы и Филиппин, которые добровольно прибывают для работы в качестве домашней прислуги или рабочих, но могут быть наняты или обмануты торговцами людьми, которые заманивают жертв путём мошенничества с приёмом на работу, например, ложных обещаний трудоустройства через рекламу в иностранных газетах. Дети, рождённые на Багамах от родителей иностранного происхождения, которые не получают багамское гражданство автоматически, а также лица, занимающиеся проституцией и стриптизом, также могут быть уязвимы. Торговцы людьми ранее конфисковали паспорта жертв, но в настоящее время часто позволяют потерпевшим сохранить свои документы на случай, если их будут допрашивать правоохранительные органы.
31 марта 2017 года правительство приняло поправки к Уголовно-процессуальному кодексу и закону 2008 года, которые позволили прокурорам возбуждать дела о торговле людьми непосредственно в Верховном суде без необходимости сначала обращаться в магистратский суд низшей инстанции; и ввели в закон новое правонарушение, которое предусматривает уголовную ответственность за организацию торговли людьми, участие в ней или вовлечение в проституцию.
Управление Государственного департамента США по мониторингу и борьбе с торговлей людьми оценивает Багамы как страну «первого уровня».